# Montespan
Montespan ist eine französische Gemeinde mit 466 Einwohnern (Stand: 1. Januar 2022) im Département Haute-Garonne in der Region Okzitanien. Sie gehört zum Kanton Bagnères-de-Luchon und zum Arrondissement Saint-Gaudens. 
Sie grenzt im Norden an Labarthe-Inard und Beauchalot, im Nordosten an Lestelle-de-Saint-Martory (Berührungspunkt), im Osten an Figarol, im Südosten an Rouède, im Süden an Ganties und im Westen an Pointis-Inard.

## Bevölkerungsentwicklung
| Jahr                      | 1962 | 1968 | 1975 | 1982 | 1990 | 1999 | 2008 | 2015 |
| ------------------------- | ---- | ---- | ---- | ---- | ---- | ---- | ---- | ---- |
| Einwohner                 | 485  | 479  | 432  | 428  | 398  | 422  | 438  | 454  |
| Quelle: Cassini und INSEE |      |      |      |      |      |      |      |      |

## Sehenswürdigkeiten
Siehe auch: Liste der Monuments historiques in Montespan
- Burgruine Montespan
- Grotte von Montespan
- Kirche Saint-André

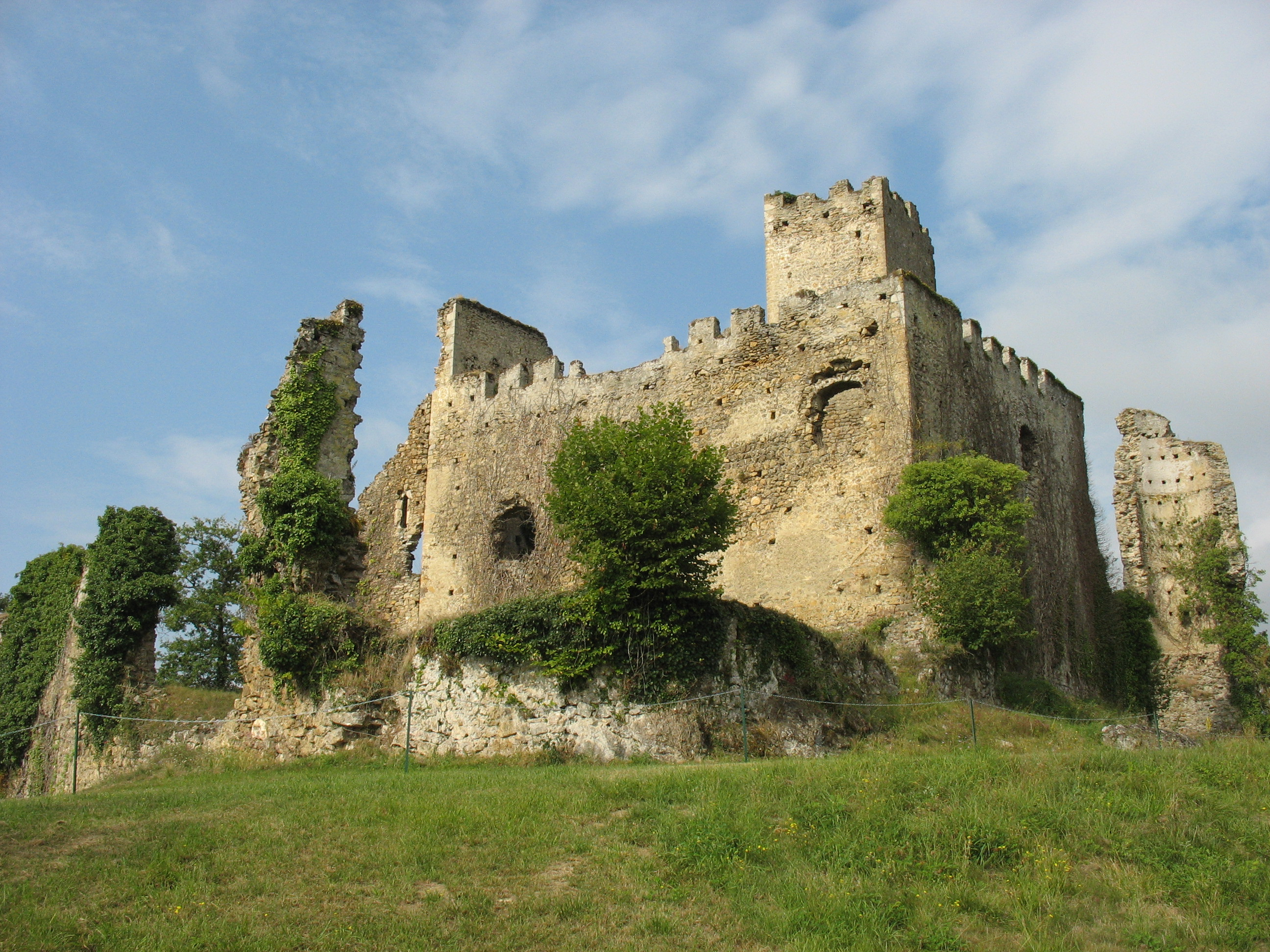
Burgruine von Montespan
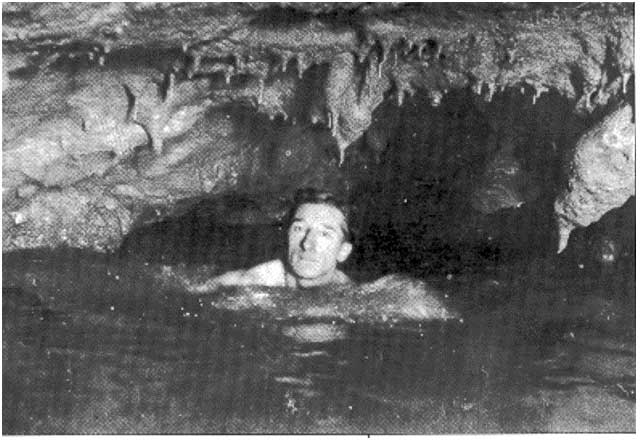
Norbert Casteret in der Grotte von Montespan